# 中国足球报
《中国足球报》是1994年7月5日创刊的一份体育报刊，由中国体育报业总社出版。2009年3月10日起，《中国足球报》休刊。